# Кенні Мондей
Кеннет Дейл «Кенні» Мондей (англ. Kenneth Dale "Kenny" Monday; нар. 25 листопада 1961, Талса, штат Оклахома) — американський борець вільного стилю, чемпіон та срібний призер чемпіонатів світу, Панамериканський чемпіон, чемпіон Панамериканських ігор, дворазовий срібний призер Кубків світу, чемпіон та срібний призер Олімпійських ігор. Включений до Всесвітньої Зали слави Міжнародної федерації об'єднаних стилів боротьби (2018).

## Життєпис
У 1980 році закінчив середню школу «Буллера Т. Вашингтона» Талси. Випускник 1984 року Університету штату Оклахома у Стіллвотері (англ. Oklahoma State University–Stillwater).
Виступав за борцівський клуб «Sunkist Kids» зі Скоттсдейла — передмістя Фінікса.
Змагаючись у ваговій категорії 163 фунти, він був триразовим олімпійцем і першим афроамериканцем, який виграв золоту олімпійську медаль у вільній боротьбі.
У 1980 році Кенні Мондей став першим борцем середньої школи в Оклахомі, який виграв чотири національні титули (у чотирьох різних вагових категоріях). Він закінчив підготовчу кар'єру з рекордом зі 140 перемог, без поразок та однією нічиєю.
Спортивні успіхи Мондей продовжив в Університеті штату Оклахома, він мав рекорд з 121 перемоги, 12 програшів та двох нічиїх. У 1982 та 1983 роках він здобував срібні нагороди на чемпіонатах Національної асоціації студентського спорту (NCAA) і виграв турнір NCAA у 1984 році.
Чотириразовий чемпіон США. У 1988 році він виграв золоту олімпійську медаль у Сеулі, Південна Корея, перемігши чемпіона світу з Радянського Союзу в овертаймі Адлана Вараєва. На Олімпіаді 1992 року в Барселоні, Іспанія, посів другу сходинку, мінімально програвши 0-1 Пак Джан Суну, Південна Корея, і пішов з боротьби після того, як став шостим на домашніх Олімпійських іграх в Атланті в 1996 році.
У 1997 році провів один поєдинок в ММА, у якому у другому раунді переміг Джона Льюїса.
Кенні Мондей був названий Спортсменом року США в боротьбі у 1989 році. Включений до Національної зали слави боротьби США (2001) та до Зали слави спорту Оклахоми (2003).
У 2013—2014 роках працював на посаді головного тренера команди ММА «BlackZilians».
Працював асистентом головного тренера з боротьби в Оклахомі. У 2016 році став головним тренером борцівського клубу «Тіар-Гіл».
Має власний бізнес.

## Спортивні результати на міжнародних змаганнях

### Виступи на Олімпіадах
| Змагання                    | Збірна | Вагова категорія          | Місце  |
| --------------------------- | ------ | ------------------------- | ------ |
| Літні Олімпійські ігри 1988 | США    | вільна боротьба, до 74 кг | Золото |
| Літні Олімпійські ігри 1992 | США    | вільна боротьба, до 74 кг | Срібло |
| Літні Олімпійські ігри 1996 | США    | вільна боротьба, до 74 кг | 6      |

### Виступи на Чемпіонатах світу
| Змагання                        | Збірна | Вагова категорія          | Місце  |
| ------------------------------- | ------ | ------------------------- | ------ |
| Чемпіонат світу з боротьби 1989 | США    | вільна боротьба, до 74 кг | Золото |
| Чемпіонат світу з боротьби 1991 | США    | вільна боротьба, до 74 кг | Срібло |

### Виступи на Панамериканських чемпіонатах
| Змагання                                   | Збірна | Вагова категорія          | Місце  |
| ------------------------------------------ | ------ | ------------------------- | ------ |
| Панамериканський чемпіонат з боротьби 1991 | США    | вільна боротьба, до 74 кг | Золото |

### Виступи на Панамериканських іграх
| Змагання                  | Збірна | Вагова категорія          | Місце  |
| ------------------------- | ------ | ------------------------- | ------ |
| Панамериканські ігри 1991 | США    | вільна боротьба, до 74 кг | Золото |

### Виступи на Кубках світу
| Змагання                    | Збірна | Вагова категорія          | Місце  |
| --------------------------- | ------ | ------------------------- | ------ |
| Кубок світу з боротьби 1988 | США    | вільна боротьба, до 74 кг | Срібло |
| Кубок світу з боротьби 1989 | США    | вільна боротьба, до 74 кг | Срібло |

### Виступи на інших змаганнях
| Змагання                                  | Збірна | Вагова категорія          | Місце  |
| ----------------------------------------- | ------ | ------------------------- | ------ |
| Великі майстри олімпійської боротьби 1990 | США    | вільна боротьба, до 74 кг | Золото |